# Layouna
Layouna est une localité du Cameroun située dans le département du Logone-et-Chari et la Région de l'Extrême-Nord, à la frontière avec le Nigeria. Elle fait partie de la commune de Waza et du canton de Waza rural.

## Population
Lors du recensement de 2005, on y a dénombré 119 habitants.